# Algarra
Algarra ist eine zentralspanische Gemeinde (municipio) mit 25 Einwohnern (Stand: 2024) im Osten der Provinz Cuenca in der Autonomen Region Kastilien-La Mancha. 

## Lage und Klima
Algarra liegt auf der Westseite des Iberischen Gebirges in einer Höhe von ca. 1200 m. Die Provinzhauptstadt Cuenca befindet sich gut 40 Kilometer (Fahrtstrecke) westnordwestlich. Das Klima im Winter ist gemäßigt, im Sommer dagegen warm bis heiß. Regen (514 mm/Jahr) fällt das ganze Jahr über.

## Bevölkerungsentwicklung
| Jahr      | 1970 | 1981 | 1991 | 2001 | 2011 | 2021 |
| Einwohner | 56   | 34   | 36   | 36   | 22   | 24   |

## Sehenswürdigkeiten
- Burgruine von Algarra
- Kirche Mariä Himmelfahrt
- Marienkapelle

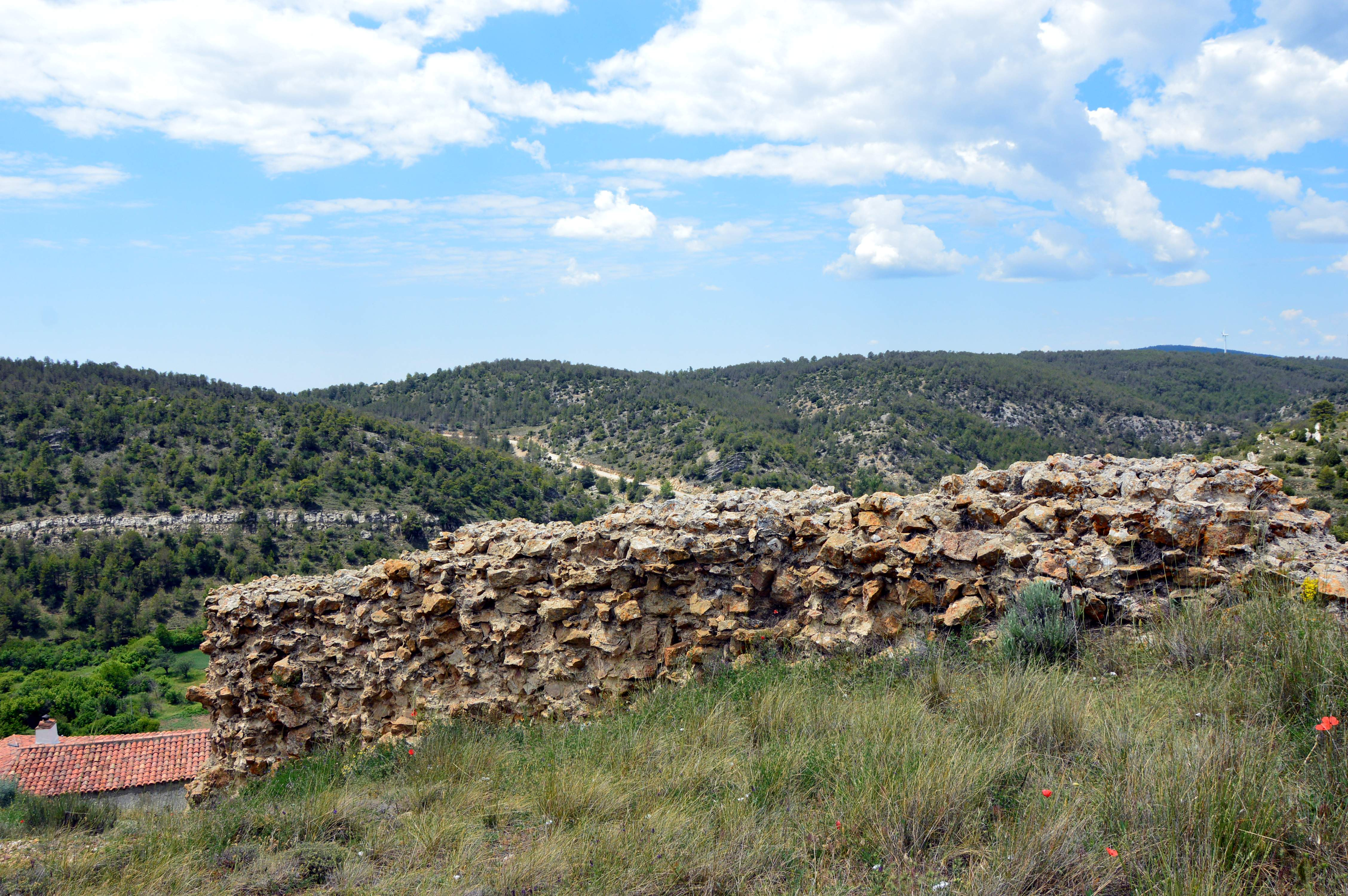
Burgreste von Algarra
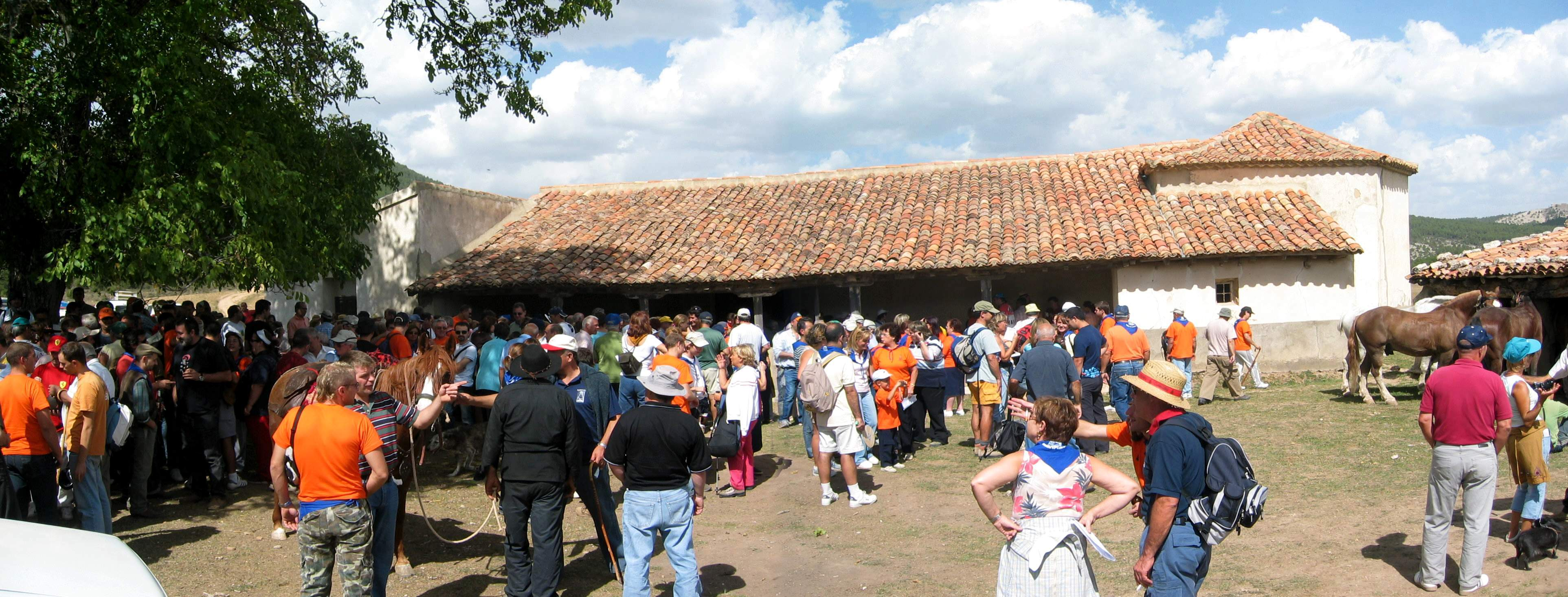
Marienkapelle